# 皮科
皮科（義大利語：Pico），是意大利弗罗西诺内省的一个市镇。总面积32.65平方公里，人口3083人，人口密度94.4人/平方公里（2009年）。ISTAT代码为060051。